# Aenictus gibbosus
Aenictus gibbosus är en myrart som beskrevs av Dalla Torre 1893. Aenictus gibbosus ingår i släktet Aenictus och familjen myror.

## Underarter
Arten delas in i följande underarter:
- A. g. ashaverus
- A. g. gibbosus